# Edward Stafford (4e baron Stafford)
Pour les articles homonymes, voir Edward Stafford.
Edward Stafford, 4e baron Stafford (1572 – 16 septembre 1625) est le fils d'Edward Stafford (12e baron Stafford) et de Marie Stanley, fille de Edward Stanley (3e comte de Derby) et Dorothy Howard. Il devient 4e baron Stafford à la mort de son père en 1603.

## Biographie
Il épouse Isabelle Forster, la fille de Thomas Forster de Tong, Shropshire. Isabel est signalée comme venant d'une famille de basse extraction dans une lettre au comte de Leicester, qui comprend les « Mon fils Lorde Stafford est bassement marié à la mère de sa femme de chambre.».
Edward Stafford continue le patronage de la compagnie de Lord Stafford, un groupe d'acteurs, qui sont actifs au moins jusqu'en 1617.
Stafford a un fils, Edward (1602 – 6 avril 1621). Il épouse Ann Wilford, fille de Jacques Wilford, Newman Hall, Quendon, dans l'Essex. Ils ont deux enfants :
1. Mary Stafford, qui épouse William Howard (1er vicomte Stafford), fils cadet de Thomas Howard (14e comte d'Arundel). Elle est créée comtesse de Stafford de son propre droit, en 1640, à la suite de la mort de son neveu. Thomas Howard est créé vicomte de Stafford.
2. Henry Stafford (ru), 5e baron Stafford (24 septembre 1621 – 4 août 1637). Né après la mort de son père.

Cependant, le jeune Edward est mort avant son père en 1621 et la baronnie passe à Henry, le petit-fils du 4e baron, en 1625.